# Traiaú Rodrigues Moreira
Trayahú Rodrigues Moreira (São Bernardo, 30 de novembro de 1893 – 3 de outubro de 1971) foi um político brasileiro. Governou o estado do Maranhão de 31 de janeiro a 28 de fevereiro de 1951.
Teve sua formação no Liceu Piauiense e no Seminário de Teresina, na capital do Piauí, e também no Curso de Ciências, em Fortaleza. Entrou na Faculdade de Direito do Ceará, e diplomou-se pela Faculdade Livre de Direito do Rio de Janeiro, na então capital do país, em 1916.
Foi promotor nas comarcas de Araioses, Brejo e Turiaçu e juiz municipal de Picos do Maranhão, atual Colinas, e São Vicente Ferrer – todas cidades maranhenses. Em São Luís foi chefe de polícia e juiz de direito. Ocupou a função de juiz distrital na comarca de Porto Alegre e de procurador dos Feitos da Fazenda no Piauí.
Em maio de 1933, elegeu-se deputado à Assembléia Nacional Constituinte pelo Partido Republicano do Maranhão. Começou seu mandato em novembro do mesmo ano e exerceu-o até a promulgação da nova Constituição, em 17 de julho de 1934. No dia seguinte, Getúlio Vargas foi eleito à Presidência.
Graças ao impasse na apuração dos votos das eleições de outubro de 1950, Traiaú Rodrigues Moreira, então desembargador e presidente do Tribunal de Justiça do Maranhão, assumiu o governo estadual durante o mês de fevereiro de 1951, em sucessão a Sebastião Archer da Silva. Como Saturnino Bello, um dos postulantes, morreu, Eugênio Barros foi empossado em seguida sem eleições complementares.
Permaneceu na presidência do Tribunal de Justiça do Maranhão, e foi ainda presidente do Tribunal Eleitoral do estado.